# Dywizorek

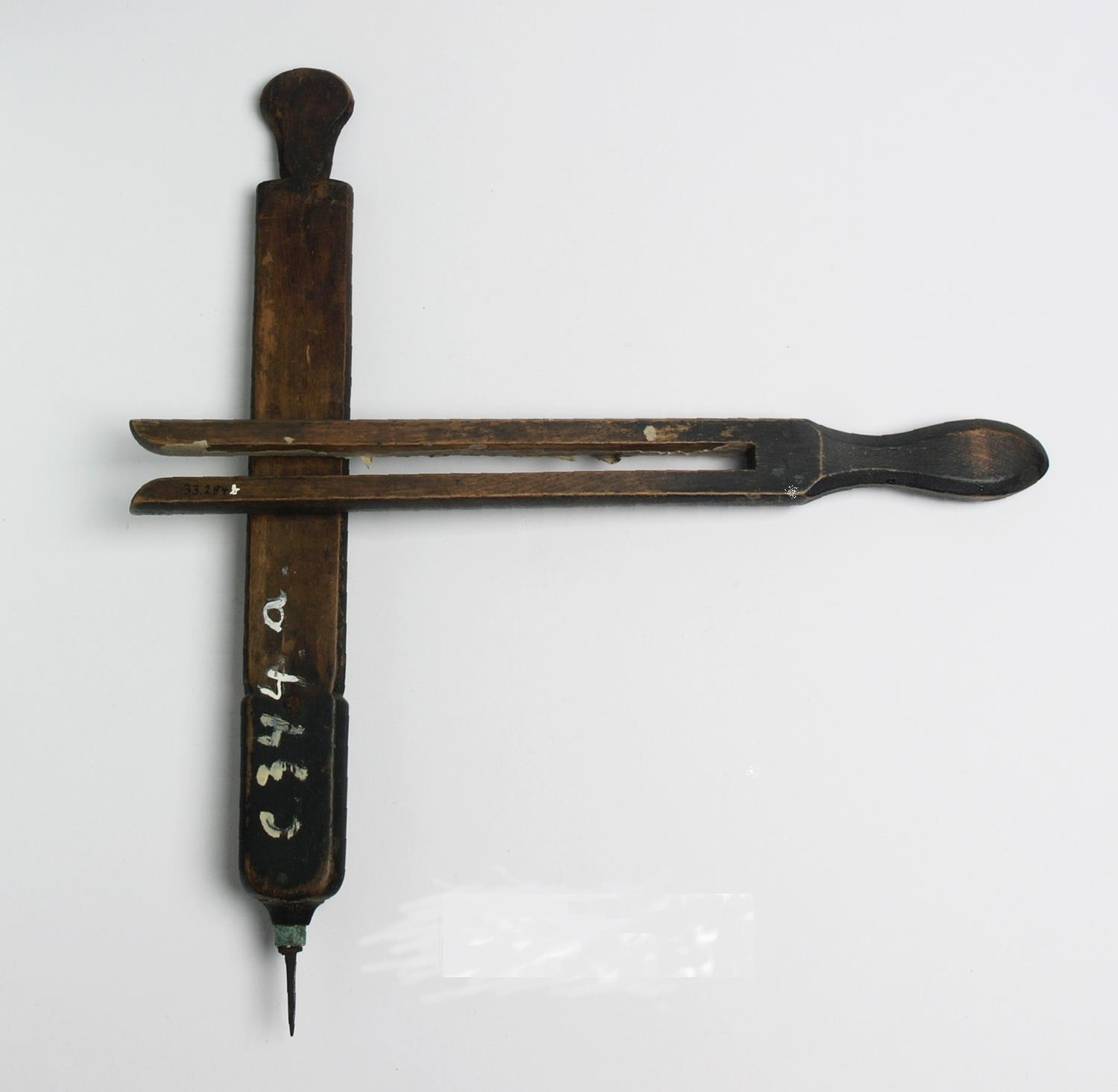
Tenakiel (pionowy) i dywizorek (poziomy)

Dywizorek – przyrząd w kształcie długich, wąskich widełek, przytrzymujący kartkę z rękopisem, maszynopisem lub wydrukiem na tenaklu (podstawce, utrzymującej kartkę w pozycji dogodnej do czytania przez zecera, tj. osobę zajmującą się składem tekstu). Czasem nazwą tą obejmowano zestaw obu przyrządów, tj. tenakiel wraz z dywizorkiem.
Oprócz przytrzymywania kartki na tenaklu dywizorek służył również do zaznaczania czytanego miejsca. Funkcję tę realizowano przesuwając dywizorek z biegiem pracy do kolejnych wierszy tekstu. W tej roli przyrząd oddziela w składanym tekście część już złożoną i część czekającą na złożenie, stąd jego nazwa (łac. divisor – ten, który dzieli).